# Língua iu mien
A língua Iu Mien language (Tailandês: ภาษาอิวเมี่ยน) é uma das muitas línguas faladas pelo povo Yao na China, Laos, Vietnam, Tailândia e, mais recentemente, nos Estados Unidos pela diáspora desse povo. Assim como as demais línguas hmong-mien, o Iu Mien é língua tonal e basicamente monossilábica.
Iu Mien tem 78% de similaridade lexica com a língua Kim Mun, 70% com a língua Biao-Jiao Mien e 61% com a língua Dzao Min.

## Geografia
Na China, é falada em Jinxiu, em Guangxi, em Ruyuan Yao na província de Guangdong, em Yunnan e Hunan , nos condados  Rongjian, Congjian e Libo da província de Guizhou.

## Dialetos
Há diversos dialetos já identificados do Iu Mien, variam por clã e por localização geográfica. Esses são, dentre outros, Deo Tien, Man Do, Quan Chet, and Quan Trang.
Linguístas consideram o dialeto falado em Changdong, Condado Autônomo de Jinxiu Yao, Guangxi como a língua padrão. Porém, a maioria do povo Iu Mien que vive no ocidente é de refugiados do Laos, que falam os dialetos usados nesse país. 

## Fonologia

### Consoantes
Em Iu Mien há distinção entre fonemas aspirados e não aspirados.
|                     | Labial | Labial | Dental | Dental | Alveolar | Alveolar | Post- alveolar | Post- alveolar | Palatal | Palatal | Velar | Velar | Glotal | Glotal |
| ------------------- | ------ | ------ | ------ | ------ | -------- | -------- | -------------- | -------------- | ------- | ------- | ----- | ----- | ------ | ------ |
| Nasal – oclusiva    | m̥      | m      |        |        | n̥        | n        |                |                | ɲ̥       | ɲ       | ŋ̊     | ŋ     |        |        |
| Oclusiva            | pʰ p   | b      |        |        | tʰ t     | d        |                |                |         |         | kʰ k  | ɡ     | ʔ      | ʔ      |
| Africada            |        |        |        |        | t͡sʰ t͡s   | d͡z       | t͡ɕʰ t͡ɕ         | d͡ʑ             |         |         |       |       |        |        |
| Fricativa           | f      |        |        |        | s        |          |                |                |         |         |       |       | h      | h      |
| Aproximante         |        |        |        |        |          |          |                |                | j       | j       | w     | w     |        |        |
| Lateral aproximante |        |        |        |        |          |          | l̥              | l              |         |         |       |       |        |        |

### Vogais
|             | Anterior | Central | Posterior |
| ----------- | -------- | ------- | --------- |
| Fechada     | i        |         | u         |
| Semifechada | e        |         | o         |
| Semiaberta  | ɛ        | ɜ       |           |
| Quaseaberta | æ        | ɐ       |           |
| Aberta      | aː       |         | ɒ         |

As vogais Iu Mien são representadas na Escrita Unificada com combinações das seis letras ⟨a⟩, ⟨e⟩, ⟨i⟩, ⟨o⟩, ⟨u⟩,  ⟨r⟩.

### Tons
Iu Mien é uma língua tonal. Os tons não são marcados com diacríticos na escrita IMUS (“Iu Mien United Script, o sistema mais comum da escrita latina usada pela língua0, como ocorre em outras línguas dessa natureza. Em lugar disso, uma letra  com essa função colocada ao fim da palavra. Tal letra não é pronunciada, somente indica com que tom a sílaba deve ser pronunciada. Caso não haja esse marcador, a palavra é pronunciada no tom medial.
Vejamos exemplos com a palavra “básica” –mmai-:
| IPA | Descrição                      | IMUS | Exemplo | Português        |
| --- | ------------------------------ | ---- | ------- | ---------------- |
|     | Alto                           | v    | maaiv   | desproporcionado |
|     | Médio, descendente             | h    | maaih   | ter              |
| ˧   | Mèdio                          |      | maai    | cauda de ave     |
|     | Baixo                          | c    | maaic   | vender           |
|     | Baixo, ascendente              | x    | maaix   | pesadelo         |
|     | Baixo, mais logo, sobe e desce | z    | maaiz   | comprar          |

### Consoante inicial
Consoantes ou grupos consnantais iniciais de palavras aparecem em todas fonemas, exceto em /ʔ/. 

### Consoante final
De forma diversa das Hmong, que em geral não apresenta consoante no final de palavras, o Iu Mien tem sete fonemas consoantes que podem fechar sílabas. São /m/, /n/, /ŋ/, [p̚], [t̚], [k̚], e /ʔ/. Algumas das oclusivas somente podem ocorrer como “s” final quando acompanhadas de certo tom específico. Exemplo:  /ʔ/ só ocorre com tom ⟨c⟩ ou ⟨v⟩.

## Gramática
Iu Mien é uma língua analítica, asim, não há marcação por afixos para caso gramatical tempos e modos verbais, plural, etc. É também e naturalmente uma língua mossilábica.  A língua apresenta a ordem de palavras Sujeito-Verbo-Objeto nas suas frases e os adjetivos vêm geralmente após os substantivos. As palavras interrogativas com significado “onde” ficam sempre no fim da frase. .
Iu Mien apresenta muitas contrações na sua gramática. Algumas palavras consistem em sílabas contraídas, segundas por uma segunda sílaba não contraída, as sílabas são separadas por um apóstrofo, Como exemplo, a primeira sílaba contraída pode ser apenas um m.
A palavra maiv (por vezes encurtada para mv) significa "não". Pode ocorrer antes de um verbo para fazer a negação.

## Amostra de texto
Nzangc maac caux aaux qiex nzangc fai goiv qiex nzangc yietc zungv fiev jiex gorn ziangx an jienv naaiv, bun meih aengx longc ganh nyei cong-mengh caux jienv hoqc doqc, hoqc gapv, hnangv gorngv meih njaaux ganh dauh mienh nor yaac fi’hnangv nyei longc meih nyei za’eix caux jienv njaaux, se gorngv maaih norm nzangc fai maaih joux waac haiz oix naaic dangh haaix dauh nor maiv dungx faix hnyouv email bun yie fai heuc yie, mbuo lomh nzoih juangc jienv hoqc mangc gaax, laengz zingh.

## Filmes
- 2003 - Death of a Shaman. Direção de Richard Hall; Produção Fahm Fong Saeyang.
- 2010 - "Siang-Caaux Mienh". História de um pai de família muito irresponsável, viciado em drogas e álcool. Curta metragem dirigido por Alejandro Cardeinte
- 2011 - "Mborqv Jaax Ciangv". Curta metragem dirigido por Alejandro Cardeinte